# Нитрид дижелеза
Нитрид дижелеза — неорганическое соединение металла железо и азота с формулой Fe2N,
серо-чёрные орторомбические кристаллы,
не растворяется в воде.

## Получение
- Прокаливание порошка железа в токе аммиака:

{\displaystyle {\mathsf {4Fe+2NH_{3}\ {\xrightarrow {600-700^{o}C}}\ 2Fe_{2}N+3H_{2}}}}
- Нагревание оксида железа(III) в токе аммиака:

{\displaystyle {\mathsf {2Fe_{2}O_{3}+4NH_{3}\ {\xrightarrow {420-425^{o}C}}\ 2Fe_{2}N+N_{2}+6H_{2}O}}}

## Физические свойства
Нитрид дижелеза образует серо-чёрные кристаллы
ромбической сингонии,
параметры ячейки a = 0,276 нм, b = 0,482 нм, c = 0,442 нм.
Не растворяется в воде.

## Химические свойства
- Окисляется при нагревании на воздухе:

{\displaystyle {\mathsf {2Fe_{2}N+3O_{2}\ {\xrightarrow {200^{o}C}}\ 2Fe_{2}O_{3}+N_{2}}}}
- Разлагается при нагревании в вакууме:

{\displaystyle {\mathsf {2Fe_{2}N\ {\xrightarrow {600^{o}C}}\ 4Fe+N_{2}}}}
- Восстанавливается водородом:

{\displaystyle {\mathsf {2Fe_{2}N+3H_{2}\ {\xrightarrow {T}}\ 4Fe+2NH_{3}}}}